# Cuadrilla de Ayala

Wapen

Cuadrilla de Ayala (Baskisch: Aiarako Koadrila of Aiaraldea) is een comarca van de Spaanse provincie Álava. De hoofdplaats is Llodio. De oppervlakte bedraagt 328,12 km² en het heeft 34.231 inwoners (2010).

## Gemeenten
De comarca heeft 5 gemeenten:
- Amurrio
- Artziniega
- Ayala
- Llodio
- Okondo